# Tumacácori Museum
Le Tumacácori Museum est un musée américain situé dans le comté de Santa Cruz, en Arizona. Protégé au sein du Tumacácori National Historical Park, ce bâtiment construit dans l'esprit du style rustique du National Park Service est inscrit au Registre national des lieux historiques et est classé National Historic Landmark depuis le 28 mai 1987.